# Karel Breydel

Slagveld door Karel Breydel, bewaard in het Fitzwilliam Museum, Cambridge

Karel Breydel (Antwerpen, 27 maart 1678 - 12 september 1733) was een kunstschilder in de Zuidelijke Nederlanden.

## Levensloop
Hij was een zoon van Viglius Breydel (°1629) en van Angela de Lorenci. Hij had een broer, Frans Breydel, die eveneens kunstschilder werd.
Karel Breydel ging in de leer bij Pieter Ykens en bij Pieter Rysbraeck. Om zijn broer bij te staan, week hij uit om schilder te zijn aan het hof van Hesse-Kassel. Hij bleef er niet lang en in 1703 verhuisde hij naar Amsterdam en werd er het jaar daarop opgenomen in de schildersgilde van deze stad.
In 1723 verhuisde hij naar Antwerpen, het jaar daarop naar Brussel, vervolgens naar Gent en vanaf 1726 weer naar Antwerpen.

## Werk

Een landschap met dorpelingen door Karel Breydel, bewaard in het Museum voor Schone Kunsten, Antwerpen

Karel Breydel schilderde hoofdzakelijk landschappen en slagvelden. Enkele voorbeelden, met vermelding van de stad van het museum van bewaring:
- Zicht op de boorden van de Rijn,  Mulhouse.
- Vijf doeken met slagvelden, Brussel.
- Slagveld, Caen.
- Landschap, La Fère.
- Slagveld, Firenze.
- Slagveld, Leeds.
- Religieus feest, Mainz.
- Plundering van een dorp, Neurenberg.
- Cavalerietreffen tussen Duitsers en Turken, Orléans.
- Oorlog in Vlaandeen, Reims.
- Overval op een dorp, Saintes.
- Cavalerietreffen, Valenciennes.
- Slagveld, Cambridge.
- Landschap, Antwerpen.
- Overval van een hoeve, Antwerpen.